# فلاديميرا أوهليروفا
فلاديميرا أوهليروفا (بالتشيكية: Vladimíra Uhlířová)‏ مواليد 4 مايو 1978 في تشيسكي بوديوفيتسه، تشيكوسلوفاكيا، هي لاعبة كرة مضرب تشيكية سابقة بدأت مسيرتها كمحترفة سنة 2002 وكانت تلعب باليد اليمنى، اعتزلت اللعب في 2016. أعلى تصنيف لها في الفردي كان 400. أعلى تصنيف لها في الزوجي كان 18.

## النهائيات

### البطولات الممتازة

#### الزوجي (0–1)
| الحصيلة | السنة | الدورة            | الأرضية | الشريك         | المنافس                      | النتيجة          |
| ------- | ----- | ----------------- | ------- | -------------- | ---------------------------- | ---------------- |
| الوصافة | 2011  | سنسيناتي للماسترز | صلبة    | ناتالي غراندين | فانيا كينغ ياروسلافا شفيدوفا | 4–6, 6–3, [9–11] |

## روابط خارجية
- فلاديميرا أوهليروفا على موقع رابطة محترفات التنس (الإنجليزية)
- فلاديميرا أوهليروفا على موقع الاتحاد الدولي لكرة المضرب (الإنجليزية)